# Turniej Norweski w skokach narciarskich
Turniej Norweski – zawody w skokach narciarskich organizowane w latach 1958–1980 w Norwegii. Rozegrano 13 edycji, z czego 7 wygrali reprezentanci gospodarzy.
| Edycja | Zwycięzca          | 2 miejsce     | 3 miejsce        |
| ------ | ------------------ | ------------- | ---------------- |
| 1958   | Arne Hoel          | b/d           | b/d              |
| 1959   | Torbjørn Yggeseth  | b/d           | b/d              |
| 1961   | Pekka Remes        | b/d           | b/d              |
| 1963   | Toralf Engan       | Sadao Kikuchi | Willi Koestinger |
| 1964   | Torgeir Brandtzæg  | b/d           | b/d              |
| 1965   | Hans Olav Sørensen | b/d           | b/d              |
| 1966   | Ryszard Witke      | b/d           | b/d              |
| 1974   | Odd Brandsegg      | b/d           | b/d              |
| 1975   | Willi Pürstl       | Toni Innauer  | Kai Solbustad    |
| 1976   | Walter Steiner     | b/d           | b/d              |
| 1977   | Jim Denney         | b/d           | b/d              |
| 1978   | Dag Holmen Jensen  | b/d           | b/d              |
| 1979   | Roger Ruud         | b/d           | b/d              |
| 1980   | Tom Kristiansen    | b/d           | b/d              |